# Bratja Pate

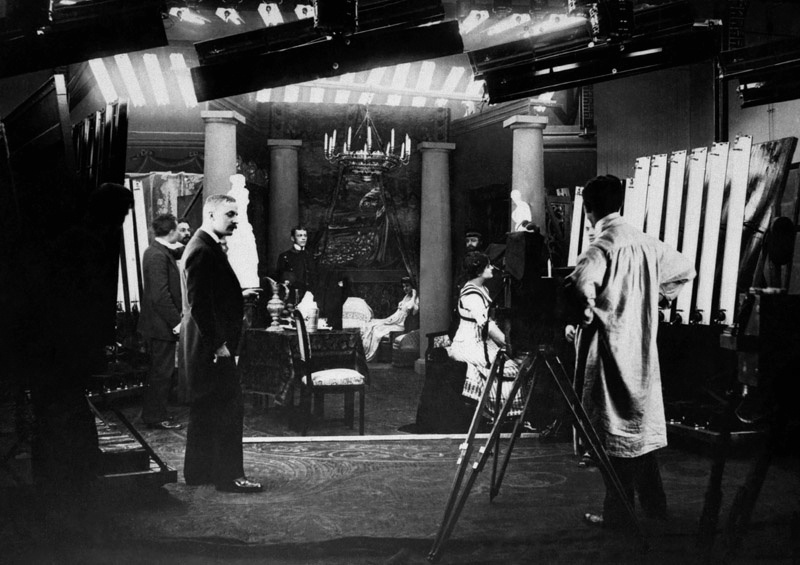
Filmset 1910

Bratja Pate (russisch Братья Пате) war eine Filiale des Filmstudios Pathé Frères in Moskau im frühen 20. Jahrhundert.

## Geschichte
1904 wurde eine Zweigniederlassung der Pariser Firma Pathé frères in Moskau gegründet. Sie verkaufte zunächst Filmprojektoren und Grammophone, als erste in Russland. 
Seit 1908 produzierte sie auch Filme, zuerst den Dokumentarfilm Donskije kasaki (Donkosaken), dann Kurzspielfilme von verschiedenen Regisseuren, wie Maurice Maître und Kai Hansen, die meist aus Frankreich oder anderen westlichen Ländern kamen. Dazu kaufte sie Dokumentarfilme, die jeweils vor einem Spielfilm gezeigt wurden, und gab eine wöchentliche Filmzeitschrift Cinema Pathé (Синема Пате) heraus. Die Firma hatte 1910 75 Prozent aller Filmvorführungen in Russland.
1913 entstanden die letzten Filme, danach wurde die Firma verkauft. Die Nachfolgerin wurde 1919 verstaatlicht.
Insgesamt wurden über 50 Kurzstummfilme produziert, meist zu Themen aus der russischen Geschichte oder Literatur, sowie Unterhaltungsdramen.